# ブーストコントローラー
ブーストコントローラー (Boost controller) とは、過給機（ターボチャージャーやスーパーチャージャー）付きのエンジンにおいて発生する過給圧(ブースト)を任意に操作できる装置の事である。略してブーコンと呼ばれることもある。
ブーストアップと呼ばれる自動車チューニングにおいてよく使われる装置で、制御の方式により機械式(VVC)と電子式(EVC)が存在する。
なお、EVCとは本来HKSの商品名であるが、現在では電子式ブーストコントローラーを指す代名詞として扱われている。

## 解説
過給機により発生する吸入空気の過給圧は、エンジンおよび過給機の耐久力以上の過給圧が掛かり破損する事がないように、アクチュエーターやウェイストゲートなどの過給圧を排気側へバイパスする装置(バイパスバルブ)によって、一定以上の過給圧が掛からないようになっている。
どれほどの過給圧が掛かるとバイパスバルブが開くかで、過給機の最大過給圧が変わってくるが、通常この最大過給圧は安全上の理由から大きなマージンが取られており、そのエンジンおよび過給機が機械的に耐えられる最大過給圧よりも大分低く抑えられている。
そのマージンを削る事で、より高い過給圧を掛ける事をブーストアップと言うが、このブーストアップをする方法の1つに、バイパスバルブに掛かる過給機からの過給圧を任意にコントロールする方法がある。このコントロールする装置をブーストコントローラーと言う。ブーストコントローラーは、過給機後のインテーク区間とバイパスバルブ間の過給圧が伝わっている区間に新しくバルブを設け、そのバルブを任意に開閉させるものである。このブーストコントローラーのバルブによりバイパスバルブへ行くはずの吸気圧力が制限、調整されるため、結果的にバイパスバルブの作動する過給圧が変化し、パワーアップやレスポンスアップに繋がるのである。
ブーストコントローラーで過給圧を上げれば上げるほどパワーはアップするが、エンジンの耐久力や過給機の性能以上の過給圧を掛けてしまうとエンジンおよび過給機のブローを招く。ブーストコントローラーはエンジンおよび過給機の保護に設定されている安全マージンを無視する危険な装置である事を忘れてはならない。

## 種類とメカニズム
VVC(Variable Valve Controller)
ダイアルなどで調整可能なレギュレーターによって絞ったり開いたりできる過給圧開放のためのラインが存在し、そこから過給圧の一部を逃がす事により、バイパスバルブへ伝わる過給圧を変更する。安価だが調整がデジタル式ではないのでコントロール精度が若干ラフである。かつ過給圧の開放に強弱をつけるだけであるため、過給圧が常時バイパスバルブに伝わっており、徐々にバイパスバルブが開いたり閉じたりしてしまい、レスポンスが悪くオーバーシュートやハンチングが起こりやすい。
EVC(Electronic Valve Controller)
センサーとバルブ(もしくはモーター)を用いて、バイパスバルブに掛かる過給圧を電気的にコントロールする。設定した過給圧にならなければバイパスバルブへ過給圧が伝わらないようになっており、VVCよりもレスポンスに優れ、過給圧も安定しやすい。また、デジタル調整のため、過給圧もコントロールしやすい。ただし、VVCに比べると高価で、過給圧をコントロールするバルブやモーターが熱に弱く、設置に工夫が必要になる。